# Josef Recla
Josef Recla (* 15. April 1905 in Graz; † 31. Dezember 1987 ebenda) war ein österreichischer Sportwissenschaftler, Sporthistoriker und der Begründer der sportwissenschaftlichen Fachinformation.

## Leben
Reclas Eltern stammten aus Südtirol. Er wurde in Graz geboren, absolvierte dort das Gymnasium und studierte an der Universität Graz Geschichte, Geographie, Leibesübungen, Philosophie und Pädagogik für das Höhere Lehramt. 1930 promovierte er mit der ersten turnhistorischen Dissertation Österreichs an der Universität Innsbruck (Die deutsche Turnsache als ein erheblicher Bestandteil der deutschen Freiheits- und Einheitsbewegung : eine deutsche Turngeschichte in großdeutscher Beleuchtung).  Recla war als Student 1928 in den Österreichischen Cartellverband, die katholische farbentragende nicht-schlagende Studentenbewegung, eingetreten und der Katholizismus prägte sein ganzes Leben. Nach dem Studium arbeitete er als Gymnasiallehrer in Tirol, Vorarlberg und Graz. Von 1934 bis 1938 war Recla einer der Spitzensportfunktionäre des Austrofaschismus. Deswegen wurde er nach dem Anschluss Österreichs als Gymnasiallehrer suspendiert und vorübergehend inhaftiert. Von 1940 bis 1947 war er Offizier der Wehrmacht bzw. in sowjetischer Kriegsgefangenschaft. Unmittelbar nach der Entlassung aus der Kriegsgefangenschaft kehrte er als Sportlehrer an die Universität Graz zurück und wurde 1948 zum Direktor des Instituts für Leibesübungen ernannt. 1956 habilitierte er sich für Theorie und Geschichte der Leibesübungen und wurde daraufhin zum Professor ernannt. 1970 ging er in den Ruhestand, blieb aber durch seine Sportlehrer- und Übungsleiter-Seminare bis zu seinem Tode in der Sportwissenschaft weiter aktiv.

## Wissenschaftliche Bedeutung
Reclas jährliche internationalen Seminare zur Methodik sowie Theorie und Praxis der Leibesübungen (und hierbei vor allem sein Weinkeller) gehörten jahrzehntelang zu den wenigen Plätzen, an denen Sportwissenschaftler aus Ost und West (auch der DDR) einen Gedankenaustausch pflegen konnten. Aus diesen Treffen entstand sein Anspruch des freien Informationsaustauschs. Er publizierte daher eine Vielzahl von Bibliographien selbst und gründete mit anderen 1960 die IASI (International Association for Sport Information). In der politisch aufgeladenen Atmosphäre der Nachkriegszeit gehörte Recla zur ersten Generation der Antifaschisten, die mit den Alt-Nazis wie Erwin Mehl auch öffentlich Fehden austrug. Der Weltkatalog (Worldcat) hat 363 Titel (10. Januar 2020) von und über ihn.